# Muiris Ó Súilleabháin

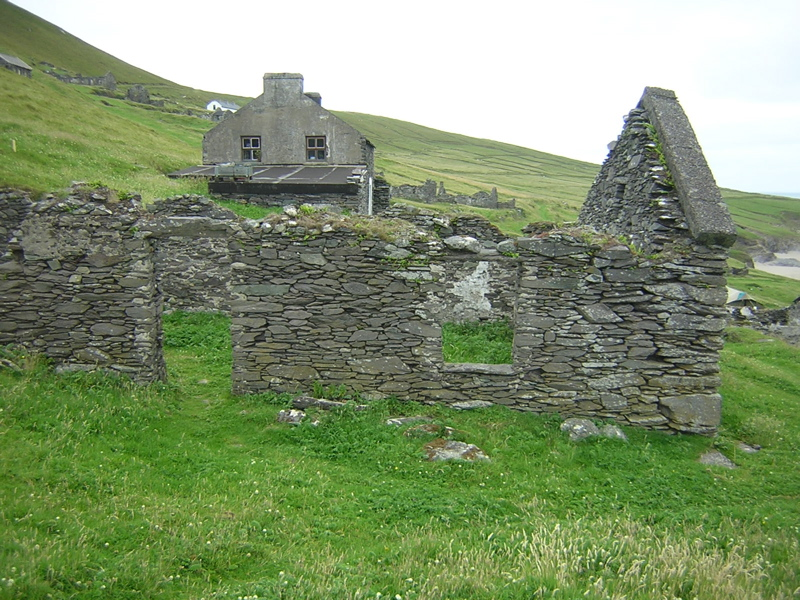
Les ruines de la casa en la que Muiris Ó Súilleabháin va créixer en l'illa Great Blasket.

Muiris Ó Súilleabháin (pronunciació irlandesa: [ˈmˠɪɾʲɪʃ oː sˠuːlʲəˈvˠɑːnʲ]; Maurice O'Sullivan 19 de febrer de 1904 – 25 de juny de 1950) fou un escriptor irlandès, famós per les seves memòries de joventut a l'illa Great Blasket i a An Daingean, comtat de Kerry, a la costa occidental d'Irlanda.

## Escrits
Fiche Blian ag Fás fou publicat en gaèlic irlandès i anglès el 1933. Com una de les últimes àrees d'Irlanda on l'antiga llengua i cultura irlandeses s'havien mantingut sense canvis, l'illa Great Blasket tenia un gran interès per a aquells que busquen narracions tradicionals irlandesos. Ó Súilleabháin fou persuadit d'escriure les seves memòries per George Thomson, un lingüista i professor de grec que havia arribat a l'illa a escoltar i aprendre irlandès. Fou Thomson qui l'encoratjà a entrar en la guàrdia en comptes d'emigrar a Amèrica com feien els joves. Thomson edità i muntà el llibre de memòries, i també va curar la traducció a l'anglès amb ajuda de Moya Llewelyn Davies.
Mentre Fiche Blian ag Fás fou rebuda amb gran entusiasme de la crítica, inclòs E.M. Forster, els seus elogis tenien a vegades un to condescendent. Forster va descriure el llibre com un document de supervivència d'una cultura "neolítica". Aquest interès és lligat a les nocions romàntiques de l'irlandès primitiu, i quan Ó Súilleabháin intentà trobar un editor per al seu segon llibre, Fiche Blian faoi Bhláth (Vint anys de creixement), va trobar poc interès, ja que la narració s'apartava del to romàntic i tradicional de l'anterior.
Dylan Thomas començà, però no va acabar un guió cinematogràfic de Twenty Years a'Growing.

## Vida personal
Després de la mort de la seva mare quan ell tenia sis mesos va ser criat en una institució a An Daingean (Kerry). Als vuit anys va tornar a l'illa Great Blasket a viure amb el seu pare, el seu avi i la resta dels parents, on va aprendre la llengua nadiua. El 1927 marxà a Dublín on ingressà a la Garda Síochána i fou destinat a la Gaeltacht de Conamara, on va contactar amb Thomson. El 1934 Ó Súilleabháin deixà la guàrdia i s'establí a Conamara. Ó Súilleabháin es va ofegar el 25 de juny de 1950, mentre nedava per la costa de Conamara.

## Treballs publicats
- Fiche Bliain ag Fás. First.  Baile Átha Cliath: Clólucht an Talbóidigh, 1933., p. 381.

-  Twenty anys a'Growing (en anglès). Trans. Moya Llewelyn Davies & George Thomson..  Nova York, USA: Viking Books., 1933., p. 303.
-  Vingt ans de jeunesse (en francès). traduit de l'anglais par Raymond Queneau..  París, França: Gallimard..